# Lepanthes elytrifera
Lepanthes elytrifera är en orkidéart som beskrevs av Carlyle August Luer och L.Jost. Lepanthes elytrifera ingår i släktet Lepanthes och familjen orkidéer.
Artens utbredningsområde är Ecuador. Inga underarter finns listade i Catalogue of Life.